# Desenvolupament sostenible
El desenvolupament sostenible es defineix com a «un desenvolupament que satisfà les necessitats de les generacions presents sense comprometre les possibilitats de les generacions futures perquè puguin atendre les seves pròpies necessitats». Així és com està definit en el Principi 3 de la Declaració de Rio, celebrada a Rio de Janeiro el 1992, si bé ja havia estat formalitzat per primera vegada el 1987, a l'Informe Brundtland que va redactar la Comissió Mundial de Medi i Desenvolupament de les Nacions Unides, creada a l'Assemblea de les Nacions Unides de 1983.
El desenvolupament sostenible, en comptes de considerar únicament el desenvolupament econòmic com es feia antigament, requereix forçosament, de més a més, un desenvolupament ecològic i social. És un concepte molt lligat a la sostenibilitat i a la capacitat de càrrega. La UNESCO va formular una distinció entre el concepte de desenvolupament sostenible i sostenibilitat de la següent manera: "Sostenibilitat sovint es considera un objectiu a llarg termini (és a dir, un món més sostenible), mentre que desenvolupament sostenible es refereix a molts processos i vies per aconseguir-ho." El concepte de desenvolupament sostenible ha estat criticat de diferents maneres. Tot i que alguns ho veuen com a paradoxal (o un oxímoron) i consideren que el desenvolupament és inherentment insostenible, d'altres estan decebuts per la manca de progrés que s'ha aconseguit fins ara. Part del problema és que el "desenvolupament" en si no està definit de manera coherent.
El desenvolupament sostenible es va institucionalitzar per primera vegada amb el Procés de Rio iniciat a la Cimera de la Terra de 1992 a Rio de Janeiro. El 2015 l'Assemblea General de les Nacions Unides va adoptar els Objectius de Desenvolupament Sostenible (ODS) (2015 a 2030) i va explicar com s'integren i que són indivisibles dels objectius per aconseguir un desenvolupament sostenible a nivell mundial. Els 17 objectius aborden els reptes globals, com ara la pobresa, la desigualtat, el canvi climàtic, la degradació ambiental, la pau i la justícia.

## La definició de desenvolupament sostenible

Esquema del desenvolupament sostenible: la confluència de tres parts constituents (2006).

El 1987, la de les Nacions Unides va publicar l'Informe Brundtland, que incloïa el que avui és una de les definicions més reconegudes:
"El desenvolupament sostenible és el desenvolupament que satisfà les necessitats del present sense comprometre la capacitat de les generacions futures per satisfer les seves pròpies necessitats". Conté en el seu interior dos conceptes clau:
- el concepte de 'necessitats', en particular les necessitats essencials dels pobres del món, a la qual s'ha de donar prioritat absoluta, i
- la idea de limitacions imposades (per l'organització social en la capacitat) del medi ambient per satisfer les necessitats presents i futures.[10]

## Crítiques

### Per les conseqüències
John Baden considera que la noció de desenvolupament sostenible com a perillós, perquè les conseqüències tenen efectes desconeguts. Escriu: "Tant en l'economia com en l'ecologia, s'apliquen regles d'interdependència. Les mesures aïllades són impossibles. Una política que no sigui pensada prou curosament comportarà diversos efectes perversos i negatius tant per l'ecologia com per l'economia". D'altra banda, evoca els límits de l'acció pública que són destacats per la teoria de l'elecció pública: la recerca que fan els polítics dels seus propis interessos, la pressió dels lobbys, la informació parcial, etc.. Ell desenvolupa la seva crítica en assenyalar la vaguetat de l'expressió, que pot abastar qualsevol cosa. Es tracta d'una porta d'entrada als procediments intervencionistes que poden ser contraris al principi de la llibertat i sense eficàcia provada. Contra aquesta noció, ell és un defensor de la propietat privada per impulsar als productors i als consumidors a un estalvi dels recursos naturals. D'acord amb Baden, "la millora de la qualitat del medi ambient depèn de l'economia de mercat i de l'existència de drets de propietat legítims i protegits. "Permeten una pràctica efectiva de la responsabilitat personal i del desenvolupament de mecanismes per protegir el medi ambient. L'Estat pot, en aquest context "crear condicions que estimulin que la gent preservi el medi ambient".

### Per la vaguetat del terme
Alguns critiquen el terme "desenvolupament sostenible", declarant que el terme és massa vague. Per exemple, tant Jean-Marc Jancovici com el filòsof Luc Ferry expressen aquest punt de vista. Aquest últim escriu sobre el desenvolupament sostenible: "Jo sé que aquest terme és obligatori, però em sembla també absurd, o millor dit, tan vague que no diu res". Luc Ferry, afegeix que el terme és trivial per una prova de la contradicció: "A qui li agradaria proposar un "desenvolupament insostenible"?. Per descomptat, ningú!. [..] Tot hauria de ser fet perquè no es converteixi en un tipus com Rússia, amb una planificació administrativa amb efectes negatius.". El desenvolupament sostenible ha estat enfosquit per les visions del món en conflicte, l'expansionista i l'ecològica, i pel risc que el terme sigui acceptat i utilitzat per persones i institucions que perpetuen molts aspectes del model expansionista.

### Als fonaments
Sylvie Brunel, una geògrafa francesa i especialista del Tercer Món, desenvolupa en el seu A qui profite le développement durable? (Qui es beneficia d'un desenvolupament sostenible?) (2008) fa una crítica de la base del desenvolupament sostenible, amb la seva (la del desenvolupament sostenible) visió binària del món, que pot ser comparada amb la visió cristiana del bé i del mal, i una naturalesa idealitzada, on l'ésser humà és un animal com els altres o, fins i tot, un ser estrany. La natura - tal com Rousseau va pensar - és millor que l'ésser humà; l'home és un paràsit, perjudicial per a la naturalesa. Però per a Sylvie l'ésser humà pot protegir la biodiversitat, on normalment només els forts sobreviuen.
D'altra banda, pensa que les idees centrals del desenvolupament sostenible són una forma encoberta de proteccionisme dels països desenvolupats que impedeixen el desenvolupament dels altres països. Per Sylvie Brunel, el desenvolupament sostenible serveix de pretext per al proteccionisme i "tinc la sensació que el desenvolupament sostenible està perfectament ajudant el capitalisme".

### Dels qui proposen el decreixement
Els qui proposen el decreixement estimen que el terme de desenvolupament sostenible és un oxímoron. Segons ells, en un planeta on el 20% de la població consumeix el 80% dels recursos naturals, el desenvolupament sostenible no és possible per aquest 20%: "D'acord amb l'origen del concepte de desenvolupament sostenible: un desenvolupament que satisfà les necessitats del present sense comprometre la capacitat de les generacions futures per satisfer les seves pròpies necessitats; el terme correcte per als països desenvolupats ha de ser un decreixement sostenible".
Durant diverses dècades, els teòrics de l'economia de l'estat estacionari i l'economia ecològica s'han plantejant que la reducció en el creixement de la població, o fins i tot el creixement negatiu de la població és necessària per a la comunitat humana per no destruir els seus sistemes de suport planetaris, és a dir, fins ara, els augments en l'eficiència de la producció no són suficients (quan s'aplica a les tendències existents de població, de l'esgotament dels recursos i de la producció de deixalles) per permetre unes projeccions de sostenibilitat pel futur.

### Pels problemes de quantificació
El 2007, un informe de l'U.S. Environmental Protection Agency (l'Agència de Protecció Ambiental dels EUA) va declarar: "Mentre que moltes discussions i esforços se centren en els indicadors de sostenibilitat, cap dels sistemes que en resulten ens indiquen clarament si la nostra societat és sostenible. Com a màxim, poden dir-nos si estem anant en la direcció equivocada, o si les nostres activitats actuals són sostenibles. El més habitual és que només ens facin adonar sobre l'existència de problemes, fent molt poc per aclarir l'origen d'aquests problemes i res que ens digui com resoldre'ls." No obstant això la majoria d'autors suposen que un conjunt ben definit i harmonitzat d'indicadors és l'única manera de fer tangible la sostenibilitat. S'espera que aquests indicadors siguin identificats i ajustats a través d'observacions empíriques (prova i error) Vegeu també la petjada ecològica.
Les crítiques més comunes estan relacionats amb qüestions com la qualitat de les dades, la comparabilitat, la funció de l'objectiu i els recursos necessaris No obstant això, una crítica més general ve de la gestió de projectes a nivell global: Com es pot aconseguir un desenvolupament sostenible a nivell mundial, si no podem vigilar un sol projecte?
La investigadora d'origen cubà i empresària Sonia Bueno suggereix un enfocament alternatiu que es basa en la relació cost-benefici, integral i a llarg termini, com una mesura i una eina de monitoratge per a la sostenibilitat de cada projecte, activitat o empresa. A més, aquest concepte té com a objectiu ser una guia pràctica cap al desenvolupament sostenible en no restringir el concepte al consum de recursos.